# Lowry Bluff
Das Lowry Bluff ist ein 1070 m Kliff im ostantarktischen Viktorialand. In der Eisenhower Range bildet es den östlichen Ausläufer des Nash Ridge.
Der United States Geological Survey kartierte es anhand eigener Vermessungen und Luftaufnahmen der United States Navy aus den Jahren von 1959 bis 1963. Das Advisory Committee on Antarctic Names benannte es 1968 nach dem Biologen George Lowry, der zwischen 1965 und 1966 auf der McMurdo-Station tätig war.